# GRECE
Groupement de recherche et d'études pour la civilisation européenne (în română Grup de Cercetare și Studiu al Civilizației Europene), cunoscut și sub acronimul GRECE, este un think thank etnonaționalist înființat în 1968 cu scopul de a promova ideile Nouvelle Droite. Jurnalistul și scriitorul Alain de Benoist a fost încă de la înființarea organizației liderul și purtătorul său de cuvânt. Alți membri importanți au fost Guillaume Faye și, până în 1974, Jean-Yves Le Gallou.
GRECE se împotrivește multiculturalismului, democrației liberale, capitalismului și se distinge de organizațiile conservatoare prin criticile aduse creștinismului și susținerea neopăgânismului. Grupul militează pentru o „revoluție conservatoare⁠(d)” care să revitalizeze identitatea paneuropeană și naționalismul, respectiv să susțină conservarea și separarea grupurilor etnice și a culturilor. Membrii GRECE au inventat și promovat concepte precum „etnopluralism” și „archeofuturism”.

## Istorie

### Înființare (1958-1967)
Disoluția Jeune Nation în 1958 și a Organisation armée secrète în 1962, respectiv eșecurile candidatului de extremă dreapta Jean-Louis Tixier-Vignancour în alegerile prezidențiale din 1965⁠(d) și a partidului Rassemblement Européen pour la Liberté în alegerile legislative din 1967⁠(d) sunt considerate evenimentele care au influențat înființarea organizației și dezvoltarea strategiei lor metapolitice.
GRECE s-a inspirat din primele eseuri și teorii publicate în revista Europe-Action (1963-66) - unde Alain de Benoist lucra ca jurnalist -, în special manifestul lui Dominique Venner in 1962. Redactat în închisoare, Pour une critique positive („Către o critică pozitivă”) susține abandonarea mitului loviturii de stat și înlocuirea sa cu o mișcare culturală de extremă dreapta care să genereze o revoluție pacifistă și culturală.
O altă influență poate fi găsită în „Manifestul Clasei anilor '60” publicat de societatea studențească Fédération des Étudiants Nationalistes⁠(d) (FEN) în 1960. Dedicați unor „acțiuni cu implicații profunde”, autorii au decis să renunțe la „activismul steril” promovat de Jeune Nation (1949-58).
După eșecul electoral al Rassemblement Européen pour la Liberté (1966-69), unii membri au înființat GRECE în 1968. Aceștia s-au dezvoltat sub egida unui grup informal constituit de Alain de Benoist. Pe parcursul anilor 1960, De Benoist a extins teza lui Venner și a reformulat naționalismul european astfel încât să poată fi utilizat ca fundament ideologic pentru GRECE. Teoria sa a fost fondată mai degrabă pe conceptul de rasă decât pe grupurile etnice care o constituie, într-o abordare mai degrabă culturală decât biologică: națiunile „Occidentului” - sau „rasa albă” - , moștenitorii civilizației europene, trebuie să se unească într-un singur imperiu european.

## Convingeri

### Reimigrație
Grupul respinge ideea de societate multiculturală, descrisă drept o formă de „genocid etnic”, și consideră că drepturile grupurilor primează asupra drepturilor indivizilor. GRECE se împotrivește atât ideii de imigrație, cât și celei de reimigrație, militând însă pentru separarea grupurilor pe criterii etnice și culturale în interiorul Franței. Elementele culturale străine specifice unui anumit grup ar trebui să fie asimilate în cadrul unui proces de omogenizare culturală.

### Metapolitică
Influențată de gânditorul marxist Antonio Gramsci, GRECE are ca scop promovarea în societate a ideilor sale în speranța că acestea vor ajunge să domine mediul cultural⁠(d). Deși se opune democrației liberale, GRECE nu este inerent antidemocratică⁠(d)și susține o formă locală de democrație denumită „organică”.

### Archeofuturism
Archeofuturismul este un concept inventat de Guillaume Faye în 1998 prin care se denotă combinația tehnologiei și a științelor cu „valorile arhaice”. Faye definește archeofuturismul drept un „construct vitalist” și susține că termenul „arhaic” trebuie înțeles cu sensul de „fundament”.

## Membri
O listă cu cei 40 de membri în ordine alfabetică: Pierre d'Arribère, Alain de Benoist, Pierre Bérard, Jean-Pierre Brosse, Jacques Bruyas, Daniel Butreau, Jean-Claude Carasco, Jacques Chessel, Vincent Decombis, Gérard Denestèbe, Jacques Douris, Yves Esquieu, Gilles Fournier, Alain Gary, Dominique Gajas, Claude Grandjean, Robert Lapeyre, Dominique Venner, Roger Lemoine, Giorgio Locchi, Antonio Lombardo, Alain Mallard, Pierre Marcenet, Jean-Jacques Mourreau, Michel Paysant, Jean- Yves Pequay, Yves Pondaven, Pierre-Henri Reboux, Jean-Claude Rivière, François Ruph, Maurice Rollet, Yves Rouxeville, Jean-Pierre Toni, Jean-Paul Touzalin, Jean-Claude Valla, Jacques Vassigny, Jacques Vernin, Roger Vétillard, Pierre Vial, Jean-Marcel Zagamé.